# Tommy Ladnier
Thomas James "Tommy" Ladnier (Florenceville, Luisiana, 28 de maio de 1900 – Nova Iorque, 4 de junho de 1939) foi um trompetista de jazz norte-americano.
Ladnier nasceu em Florenceville, Louisiana e mudou-se para Nova Orleães na sua adolescência. Foi influenciado pelos tocadores de trompete e corneta Bunk Johnson e Joe "King" Oliver. Em 1919, mudou-se para Chicago, onde ele começou a fazer gravações em 1924. Tocou na Europa em 1925 e 1926 com a orquestra de Sam Wooding. Com seu retorno aos Estados Unidos, estabeleceu-se em Nova Iorque e se juntou a um grupo instrumental de Fletcher Henderson, com quem ele fez várias gravações até 1928. No ano de 1929, em turnê pela França e Espanha, tocou com a Orquestra liderada por Harry Flemming. Ele permaneceu em Paris até 1931, acompanhando em shows o cantor Noble Sissle (1889–1975) e mais tarde com Sidney Bechet (1987–1959). Na década de 1930, Ladnier co-liderou uma banda com Sidney Bechet chamado The New Orleans Feetwarmers, com quem Ladnier feitas algumas de suas melhores gravações.
Há vários anos, ele deixou a carreira musical, que retornou em 1937 com o clarinetista e saxofonista Mezz Mezzrow (1899–1972), com quem gravou vários álbuns e tocou novamente com Sidney Bechet.
Tommy Ladnier morreu de ataque cardíaco, em Nova Iorque, NY, com 39 anos.